# ديانا ديوتش
ديانا ديوتش (بالإنجليزية: Diana Deutsch)‏ هي عالمة نفس وأستاذة جامعية بريطانية وأمريكية، ولدت في 15 فبراير 1938 في لندن الكبرى في المملكة المتحدة.